# Masters Cup Việt Nam 2009
Masters Cup Việt Nam 2009 là một giải đấu giao hữu diễn ra tại Việt Nam từ ngày 18 đến 19 tháng 11 năm 2009, gồm 3 đội bóng: Cựu cầu thủ Việt Nam, cựu cầu thủ Manchester United và cựu cầu thủ Liverpool. Các trận đấu được tổ chức ở ngoài trời và có 11 cầu thủ mỗi đội tuy nhiên chỉ thi đấu có 80 phút chứ không phải 90 phút như những trận đấu bình thường. Masters Cup 2009 là một giải đấu thuộc hệ thống giải đấu Masters được thành lập vào năm 1998 và quy tụ những ngôi sao từng thi đấu cho các đội bóng lớn ở giải Ngoại hạng Anh. Các cầu thủ thi đấu tại giải này chỉ gồm những cầu thủ từ 35 tuổi trở lên. Tất cả các trận đấu của giải này đều được tổ chức tại Sân vận động Mỹ Đình.

## Đội cựu ngôi sao Manchester United
Đội cựu ngôi sao Quỷ Đỏ sang Việt Nam với 16 cầu thủ gồm: Fraiser Digby, Viv Anderson, Ronny Johnsen, Russell Beardsmore, David May, Lee Martin, Paul Parker, Clayton Blackmore, Andrew Cole, Simon Davies, Jesper Blomqvist, Ian Walker, Paul Wood, Tommy Mooney, Peter Davenport, Mark Todd.
Trong thành phần tham dự Masters Cup 2009 của đội cựu ngôi sao Manchester United gồm không nhiều những cầu thủ nổi tiếng, họ chỉ có Andrew Cole, Jesper Blomqvist, Ronny Johnsen và David May là quen thuộc với các khán giả Việt Nam. Thậm chí, đội cựu của MU còn có thủ thành Ian Walker là chưa bao giờ chơi cho MU và sự nghiệp của anh thăng hoa ở Tottenham Hotspur.

## Đội cựu ngôi sao Liverpool
Danh sách của đội cựu ngôi sao Liverpool gồm: Paul Jones, Don Hutchinson, Richard Sneekes, Michael Thomas, Mark Wright, Jimmy Carter, Mark Walters, Jason McAteer, John Barnes, Steve Mcmanaman, Craig Hignett, Sasa Ilic, Georges Santos, Alan Wright, Carl Bradshaw, Ugo Ehiogu, John Durnin.
Trong thành phần đội Liverpool tham dự giải này, có tới 5 người nằm trong danh sách 100 huyền thoại của đội bóng này do kênh truyền hình LFC TV thực hiện vào năm 2006. Trong danh sách này, có hai cái tên rất đáng chú ý là Steve Mcmanaman và John Barnes. Steve Mcmanaman từng có chơi 276 trận và ghi 46 bàn thắng cho Liverpool. Anh đã từng chơi cho 3 đội bóng rất danh tiếng là Liverpool, Real Madrid và Manchester City. Anh cũng đồng thời là cầu thủ người Anh đầu tiên vô địch cúp C1 cùng một đội bóng không phải của Anh. John Barnes từng chơi 316 trận cho Liverpool và ghi 18 bàn. Trong sự nghiệp thi đấu cùng Liverpool, ông đã từng giành được những danh hiệu cao quý như vô địch giải Ngoại hạng Anh, cúp FA, Carling Cup. Tuy nhiên, giống MU, nhiều cầu thủ trong thành phần của đội cựu ngôi sao Liverpool cũng chưa từng chơi cho đội bóng này, chẳng hạn như thủ môn Sasa Ilic từng bắt cho Charlton hay Ugo Ehiogu từng chơi cho Aston Villa.

## Đội cựu danh thủ Việt Nam
Đội cựu danh thủ Việt Nam tham dự giải gồm: Trần Tiến Anh, Nguyễn Hồng Phẩm, Nguyễn Văn Phụng, Hồ Văn Tam, Đỗ Khải, Nguyễn Hữu Thắng, Trần Công Minh, Nguyễn Mạnh Cường, Nguyễn Phương Trung, Nguyễn Phúc Nguyên Chương, Nguyễn Đức Thắng, Bùi Thông Tân, Trần Kim Đức, Võ Hoàng Bửu, Lư Đình Tuấn, Nguyễn Hữu Đang, Nguyễn Hồng Sơn, Hà Vương Ngầu Nại, Đặng Trần Chỉnh, Triệu Quang Hà, Nguyễn Liêm Thanh, Vũ Minh Hiếu, Nguyễn Cao Cường, Nguyễn Tuấn Thành, Nguyễn Hoàng Minh, Lê Huỳnh Đức, Trần Minh Chiến, Huỳnh Quốc Cường, Đặng Phương Nam, Phan Thanh Hùng, Đỗ Văn Minh, Văn Sỹ Hùng